# Antaresia maculosa
Antaresia maculosa (лат.) — вид змей из семейства ложноногих, обитающий в Австралии.

## Описание
Общая длина колеблется от 1 до 1,7 м, обычно 1,35 м. Голова плоская, узкая, морда закруглённая, покрыта крупной чешуей, термолокационные ямки расположены в щитках верхней и нижней челюстей. Туловище стройное. Имеет яркий орнамент в виде крупных тёмно-коричневых пятен на светло-коричневом или желтоватом фоне.

## Образ жизни
Населяет равнины, скалистые местности, редколесье. Всю жизнь проводит в пещерах и дуплах деревьев. Активна ночью. Питается мелкими млекопитающими, в частности летучими мышами, а также птицами и ящерицами.

## Размножение
Это яйцекладущая змея. Спаривание происходит с апреля по август. Самка откладывает 4—16 яиц и высиживает свернувшись вокруг кладки кольцами. Через 80 дней появляются молодые питоны 25—30 см длиной.

## Распространение
Обитает в северо-восточной Австралии и на юге Новой Гвинеи.

## Галерея

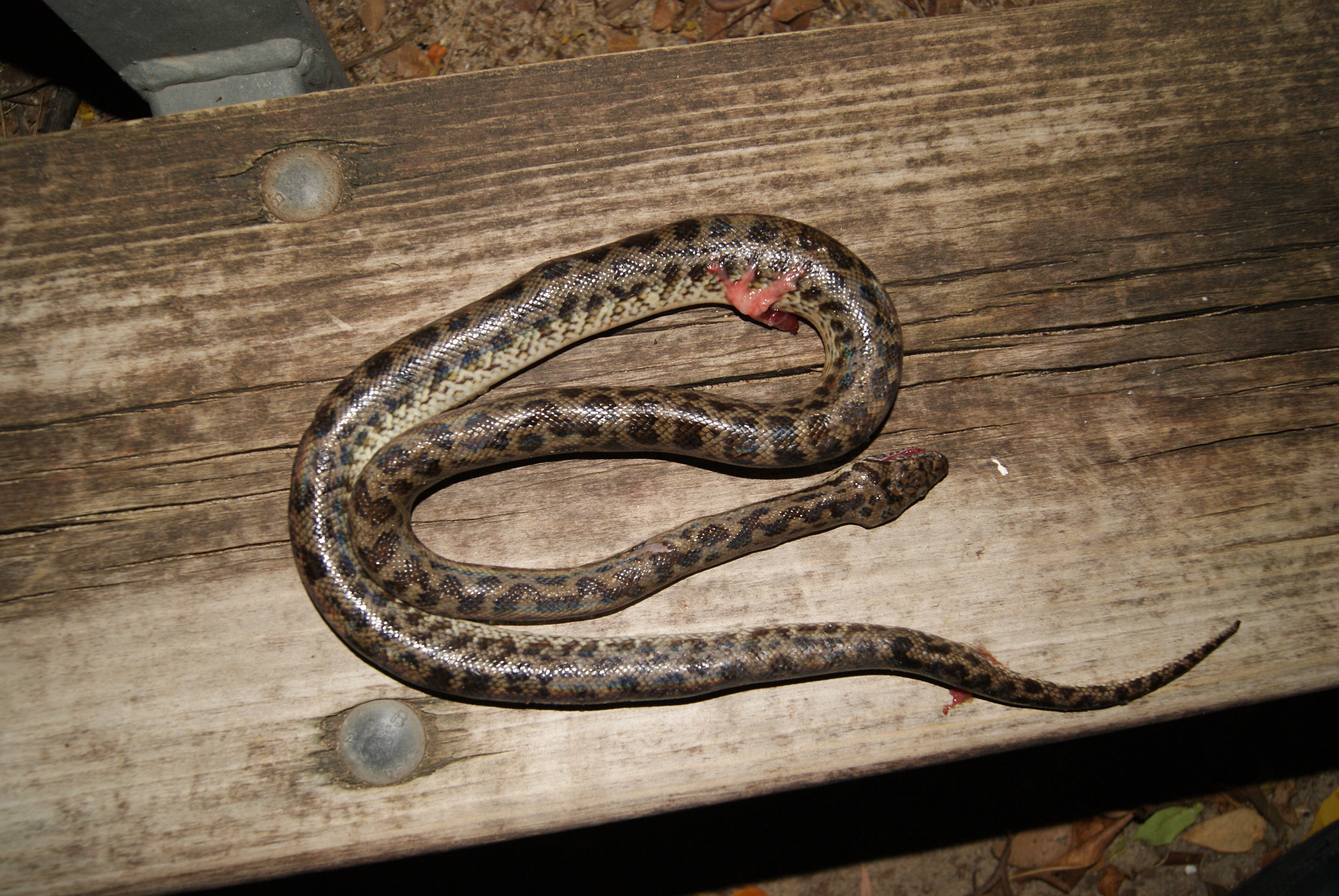
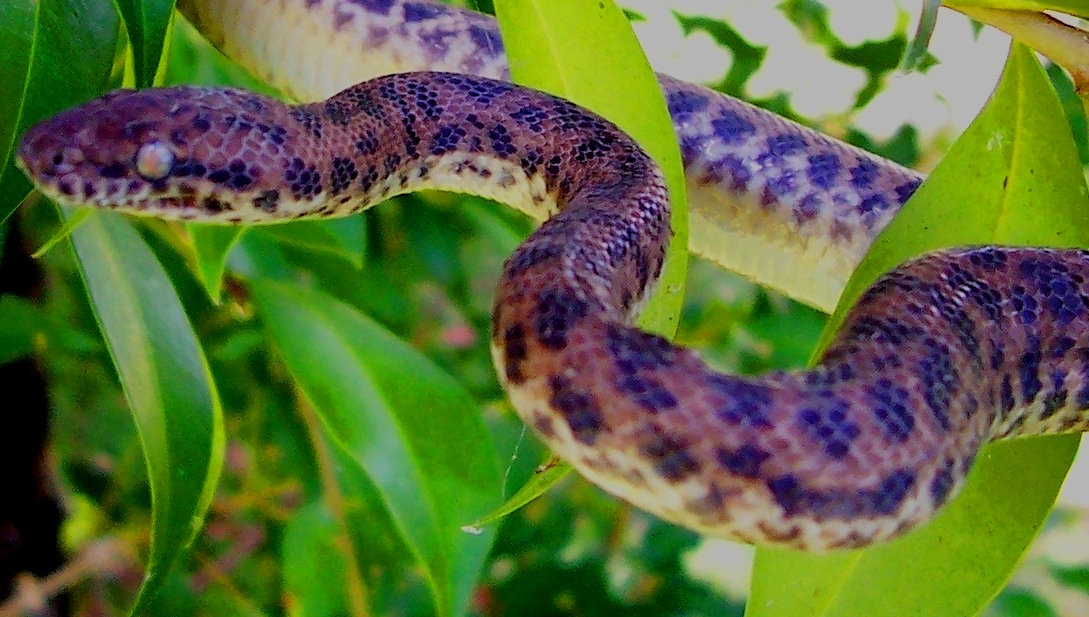
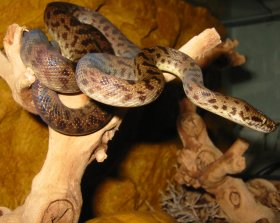